# Зозуля-дронго вилохвоста
Зозу́ля-дро́нго вилохвоста (Surniculus dicruroides) — вид зозулеподібних птахів родини зозулевих (Cuculidae). Мешкає в Південній Азії. Вилохвоста зозуля-дронго раніше вважалася конспецифічною з азійською зозулею-дронго, однак була визнана окремим видом.

## Опис
Довжина птаха становить 25 см. Забарвлення повністю чорне, блискуче, за винятком білої плями на нижній стороні хвоста. Дзьоб чорний, тонкий, вигнутий. Виду не притаманний статевий диморфізм. Молоді птахи поцятковані білими плямами. Вокалізація — серія висхідних посвистів, що різко обривається. Загалом вилохвості зозулі-дронго є схожими на азійських зозуль-дронго, однак хвіст у них більш роздвоєний і дзьоб тонший.

## Підвиди
Виділяють два підвиди:
- S. d. dicruroides (Hodgson, 1839) — передгір'я Гімалаїв, Центральна і Південна Індія;
- S. d. stewarti Baker, ECS, 1920 — Шрі-Ланка.

## Поширення і екологія
Вилохвості зозулі-дронго живуть у вологих тропічних лісах, чагарникових заростях і садах. Зустрічаються на висоті до 2100 м над рівнем моря. Практикують гніздовий паразитизм.